# Unione Sportiva Milanese 1911-1912
Questa pagina raccoglie i dati riguardanti l'Unione Sportiva Milanese nelle competizioni ufficiali della stagione 1911-1912.

## Organigramma societario
Area direttiva
- Presidente: cav. Enrico Maggioni
- Vicepresidente: Carlo Legnazzi
- Delegati Federali: Agostino Recalcati (F.I.G.C.).
- Campo: "U.S.M." Via Calabria angolo Via Stelvio.

Area organizzativa
- Segretario: Luigi Terragni
- Cassiere: Giovanni De Maestri

Area tecnica
- Responsabile della Sezione Calcio: Agostino Recalcati
- Allenatore: Commissione Tecnica

## Rosa
| N. |                   | Ruolo | Calciatore               |
| -- | ----------------- | ----- | ------------------------ |
|    | Italia (bandiera) | A     | Arturo Boiocchi          |
|    | Italia (bandiera) | D     | Cesare Boldorini (I)     |
|    | Italia (bandiera) | C     | Alfredo Bruciamonti (I)  |
|    | Italia (bandiera) | C     | Alberto Bruciamonti (II) |
|    | Italia (bandiera) | D     | Ezio Burba               |
|    | Italia (bandiera) | C     | Antenore Carrara         |
|    | Italia (bandiera) | C     | Armando Cremonesi        |
|    | Italia (bandiera) | P     | Mario De Simoni          |
|    | Italia (bandiera) | C     | Carlo Lavezzari          |
|    | Italia (bandiera) | C     | Armando Morbelli (I)     |

| N. |                   | Ruolo | Calciatore         |
| -- | ----------------- | ----- | ------------------ |
|    | Italia (bandiera) | C     | Felice Pinardi     |
|    | Italia (bandiera) | D     | Amilcare Pizzi (I) |
|    | Italia (bandiera) | A     | Felice Pizzi (II)  |
|    | Italia (bandiera) | A     | Anselmo Sardi      |
|    | Italia (bandiera) | A     | Tenca              |
|    | Italia (bandiera) | A     | Luigi Ghezzi I     |
|    | Italia (bandiera) | A     | Angelo Tonini      |
|    | Italia (bandiera) | D     | Luigi Vicini       |
|    | Italia (bandiera) | D     | Luigi Zappa        |

## Risultati

### Prima Categoria
| Genova 31 marzo 1912 1ª giornata                                                   | Genoa     | 3 – 2                 | US Milanese | Campo di via Stelvio |
| \| \| \| \| \| Murphy 30’, 55’ Miller 44’ \| Marcatori \| 71’ Pizzi I 85’ Sardi \| |           |                       |             |                      |
|                                                                                    |           |                       |             |                      |
| Murphy 30’, 55’ Miller 44’                                                         | Marcatori | 71’ Pizzi I 85’ Sardi |             |                      |

| Arbitro: | Radice (Milano) |

|           |           |                    |
| Tenca 87’ | Marcatori | 8’, 75’ Santamaria |

| Arbitro: | Malvano (Torino) |

|                                                     |           |  |
| Cevenini I Van Hege ?’, ?’, ?’ Lana ?’ (rig.) Rizzi | Marcatori |  |

| Arbitro: | G.Gama (Milano) |

|  |           |                                                                                  |
|  | Marcatori | 4’, 11’, 39’ Rampini I 16’ Corna 21’ Milano II 61’ Ferraro I 78’ (rig.) Milano I |

| Arbitro: | Varetto (Torino) |

|             |           |              |
| Valobra 32’ | Marcatori | 72’ Boiocchi |

| Arbitro: | Varetto (Torino) |

|        |           |       |
| Meille | Marcatori | Tenca |

| Arbitro: | Radice (Milano) |

|  |           |                                                           |
|  | Marcatori | 4’ Aebi 9’ (aut.) Bruciamonti 13’, 55’ Bontadini 86’ Gama |

| Arbitro: | Visconti (Vercelli) |

|                          |           |  |
| Maggiani 37’ Sarasso 80’ | Marcatori |  |

| Arbitro: | Scamoni (Torino) |

|  |           |                 |
|  | Marcatori | 62’ Bachmann II |

| Arbitro: | Goodley (Torino) |

|                                     |           |                       |
| Boiocchi 20’ Tonini 23’ Pizzi I 87’ | Marcatori | 44’ Miller 73’ Herzog |

| Arbitro: | Malvano (Torino) |

|                              |           |                          |
| Hurni 42’, 51’, ?’ Sardi 75’ | Marcatori | 80’ Boiocchi 85’ Pizzi I |

| Arbitro: | G.Gama (Milano) |

|             |           |                                                            |
| Boldorini I | Marcatori | Cevenini I ?’ (rig.) De Vecchi Bavastro II ?’, ?’ Van Hege |

| Vercelli 14 gennaio 1912 13ª giornata                         | Pro Vercelli | 3 – 0 | US Milanese |  |
| \| \| \| \| \| Berardo 4’, 20’ Ferraro 25’ \| Marcatori \| \| |              |       |             |  |
|                                                               |              |       |             |  |
| Berardo 4’, 20’ Ferraro 25’                                   | Marcatori    |       |             |  |

| Arbitro: | Piatti (Milano) |

|                      |           |       |
| Tonini 25’, 66’, 87’ | Marcatori | 83’ ? |

| Arbitro: | Mauro (Milano) |

|                 |           |  |
| Boiocchi Tonini | Marcatori |  |

| Arbitro: | Radice (Milano) |

|                    |           |  |
| Bontadini 40’, 83’ | Marcatori |  |

| Arbitro: | Mauro (Milano) |

|  |           |           |
|  | Marcatori | 65’ Caire |

| Arbitro: | Scamoni (Torino) |

|                                              |           |                               |
| Ruffa 2’, 19’, 64’ Bachmann II 32’, 45’, 84’ | Marcatori | 11’ (rig.) Tonini 87’ Carrara |

## Statistiche

### Statistiche di squadra
| Competizione    | Punti | In casa | In casa | In casa | In casa | In casa | In casa | In trasferta | In trasferta | In trasferta | In trasferta | In trasferta | In trasferta | Totale | Totale | Totale | Totale | Totale | Totale | DR  |
| Competizione    | Punti | G       | V       | N       | P       | Gf      | Gs      | G            | V            | N            | P            | Gf           | Gs           | G      | V      | N      | P      | Gf     | Gs     | DR  |
| --------------- | ----- | ------- | ------- | ------- | ------- | ------- | ------- | ------------ | ------------ | ------------ | ------------ | ------------ | ------------ | ------ | ------ | ------ | ------ | ------ | ------ | --- |
| Prima Categoria | 8     | 9       | 3       | 0       | 6       | 10      | 24      | 9            | 0            | 2            | 7            | 8            | 28           | 18     | 3      | 2      | 13     | 18     | 52     | -34 |

### Statistiche dei giocatori
| Giocatore           | Prima Categoria | Prima Categoria |
| Giocatore           | Presenze        | Reti            |
| ------------------- | --------------- | --------------- |
| A. Boiocchi         | 14              | 4               |
| C. Boldorini        | 11              | 1               |
| A. Bruciamonti (I)  | 15              | 0               |
| A. Bruciamonti (II) | 1               | 0               |
| E. Burba            | 16              | 0               |
| A. Carrara          | 14              | 1               |
| A. Cremonesi        | 6               | 0               |
| M. De Simoni        | 17              | 0               |
| Frigerio            | 2               | 0               |
| L. Ghezzi (I)       | 4               | 0               |
| C. Lavezzari        | 1               | 0               |
| A. Morbelli         | 10              | 0               |
| F. Pinardi          | 12              | 0               |
| A. Pizzi            | 15              | 3               |
| F. Pizzi            | 4               | 0               |
| A. Sardi            | 6               | 1               |
| Tenca               | 6               | 1               |
| A. Tonini           | 12              | 6               |
| L. Vicini           | 7               | 0               |
| L. Zappa            | 13              | 0               |